# Liste der Kulturdenkmale in Chemnitz-Helbersdorf
In der Liste der Kulturdenkmale in Chemnitz-Helbersdorf sind die Kulturdenkmale des Chemnitzer Stadtteils Helbersdorf verzeichnet, die bis September 2024 vom Landesamt für Denkmalpflege Sachsen erfasst wurden (ohne archäologische Kulturdenkmale). Die Anmerkungen sind zu beachten.
Diese Aufzählung ist eine Teilmenge der Liste der Kulturdenkmale in Chemnitz.

## Liste der Kulturdenkmale in Chemnitz-Helbersdorf
| Bild                                    | Bezeichnung                                                                                      | Lage                              | Datierung                           | Beschreibung | ID       |
| --------------------------------------- | ------------------------------------------------------------------------------------------------ | --------------------------------- | ----------------------------------- | --- | -------- |
| Weitere Bilder                          | Wohnhaus                                                                                         | Dittersdorfer Straße 38 (Karte)   | 1. Hälfte 19. Jahrhundert           | Ländliches Wohnhaus mit teilweise sichtbarem Fachwerk im Obergeschoss, Porphyrgewände im Erdgeschoss, baugeschichtlich von Bedeutung | 09203675 |
| Weitere Bilder                          | Wohnhaus                                                                                         | Dittersdorfer Straße 74 (Karte)   | Um 1800                             | Gut erhaltenes ländliches Wohnhaus mit schieferverkleidetem Fachwerk-Obergeschoss, baugeschichtlich von Bedeutung | 09203678 |
|                                         | Wohnhaus mit Gaststätte                                                                          | Dittersdorfer Straße 79 (Karte)   | Um 1900                             | Qualitätvoller gründerzeitlicher Gaststättenbau mit symmetrischer Fassadengliederung und Porphyrgewänden, markanter, steil übergiebelter Dacherker, später angefügte, zweiseitig umlaufende Holzveranda, nahezu unverändert erhalten, ortsgeschichtlich von Bedeutung | 09203679 |
| Weitere Bilder                          | Villa Hahn mit Garten                                                                            | Händelstraße 9 (Karte)            | 1923                                | Zurückhaltender, jedoch anspruchsvoll gestalteter Villenbau mit expressionistischen Formanklängen, Wohnsitz des Direktors Carl Hahn, stellvertretendes Vorstandsmitglied der Auto Union Aktiengesellschaft, baugeschichtlich von Bedeutung | 09203694 |
| Weitere Bilder                          | Gedenkstein, sogenannter Torell-Stein (Einzeldenkmal der Sachgesamtheit 09302644)                | Heinrich-Sturm-Weg (Karte)        | 1975–1976                           | Einzeldenkmal der Sachgesamtheit Stadtpark; Markierungsstein aus Granit mit Bronzetafel an der ehemaligen Südgrenze des Skandinavischen Inlandeises im Quartär, im Stadtpark gelegen, geschichtlich von Bedeutung | 09202175 |
| Weitere Bilder                          | Transformatorenhäuschen im Stadtpark (Einzeldenkmal der Sachgesamtheit 09302644)                 | Heinrich-Sturm-Weg (Karte)        | Um 1910                             | Einzeldenkmal der Sachgesamtheit Stadtpark; markanter Zweckbau auf quadratischem Grundriss mit wuchtigen Dreiviertelsäulen an den Ecken, im Stadtpark gelegen, technikgeschichtlich von Bedeutung | 09203674 |
| Weitere Bilder                          | Transformatorenhäuschen                                                                          | Helbersdorfer Straße (Karte)      | 1930er Jahre                        | Schlichter, traditionalistischer Zweckbau mit bemerkenswerter Bauplastik „Lebensgefahr“, technikgeschichtlich und bauhistorisch von Bedeutung | 09203687 |
| Weitere Bilder                          | Mietvilla mit Garten                                                                             | Helbersdorfer Straße 22 (Karte)   | Um 1905                             | Anspruchsvoll gestalteter Wohnbau in beherrschender Lage, weitestgehend unverändert, baugeschichtlich von Bedeutung | 09203702 |
| Weitere Bilder                          | Ehemalige Schule (heute Verwaltungsgebäude)                                                      | Helbersdorfer Straße 36 (Karte)   | Bezeichnet mit 1881                 | Hochwertiger Bau in bemerkenswert gutem Zustand mit ausgewogener Fassadengestaltung, feinem Putzdekor und zurückhaltend angewandten Neorenaissanceformen, markantes Pyramidentürmchen über Mittelrisalit mit Uhr, ortsgeschichtlich und baugeschichtlich von Bedeutung | 09203686 |
| Weitere Bilder                          | Wohnstallhaus und zwei Seitengebäude eines ehemaligen Vierseithofes                              | Helbersdorfer Straße 79 (Karte)   | Um 1800                             | Wohnstallhaus mit teilweise sichtbarem Fachwerk-Obergeschoss, mächtiges Satteldach, ein Seitengebäude mit Oberlaube, ein Seitengebäude mit zum Teil auch im Erdgeschoss erhaltenem Fachwerk, baugeschichtlich von Bedeutung | 09203677 |
| Weitere Bilder                          | Wohnhaus in offener Bebauung mit Garten                                                          | Helbersdorfer Straße 94 (Karte)   | Ende 19. Jahrhundert                | Schlichter, aber anspruchsvoll gestalteter Bau mit außergewöhnlich dekorativen neogotischen Fenstergewänden an den Schauseiten, baugeschichtlich von Bedeutung | 09203673 |
| Weitere Bilder                          | Wohnstallhaus eines Bauernhofes                                                                  | Helbersdorfer Straße 107 (Karte)  | Um 1800                             | Mächtiges Wohnstallhaus mit Sichtfachwerk im Obergeschoss, baugeschichtlich von Bedeutung | 09203680 |
|                                         | Ehemals zwei Wohnhäuser einer kleinen Wohnanlage (Johannes-Reitz-Straße 2 wurde 2014 abgerissen) | Johannes-Reitz-Straße 4 (Karte)   | 1949–1951                           | Beide Mehrfamilienwohnhäuser (Belegschaftswohnhäuser der SAW Gießerei Chemnitz, Zwickauer Straße 119–125) gehören zu den ersten nach dem Zweiten Weltkrieg gebauten Arbeiterwohnstätten der Stadt Chemnitz, den traditionellen Putzbauten, mit stadtgeschichtlicher und baugeschichtlicher Bedeutung | 09302670 |
| Weitere Bilder                          | Villa mit Garten und Einfriedung                                                                 | Johannes-Reitz-Straße 6 (Karte)   | 1924                                | Wuchtiger, imposanter Baukörper in Hanglage mit symmetrischer Massengliederung und differenzierter, anspruchsvoller Fassadengestaltung, sehr guter Erhaltungszustand, baugeschichtlich von Bedeutung | 09203683 |
| Weitere Bilder                          | Villa mit Garten und Einfriedung                                                                 | Johannes-Reitz-Straße 8 (Karte)   | 1924                                | Schlichter Bau mit qualitätvollen Details in gutem Erhaltungszustand, bemerkenswert gestaltete Holzloggia am Giebel, baugeschichtlich von Bedeutung | 09203682 |
|                                         | Villa mit Einfriedung und Garten                                                                 | Marschnerstraße 5 (Karte)         | 1905                                | Schlichter Putzbau mit qualitätvoller Innenausstattung, im Reformstil der Zeit um 1905, baugeschichtlich von Bedeutung | 08992413 |
|                                         | Remise und Gärtnerhaus der Villa Parkstraße 35, mit Einfriedung und Garten                       | Marschnerstraße 10 (Karte)        | Um 1910                             | Nebengebäude eines Villenbaus, markante Baukörpergliederung mit halbrundem Vorbau, bildet eine Einheit mit dem Haupthaus Parkstraße 35 (siehe dort), ortsgeschichtlich und baugeschichtlich von Bedeutung | 09203699 |
|                                         | Villa mit Garten                                                                                 | Marschnerstraße 11 (Karte)        | 1912 laut Auskunft der Eigentümerin | Zurückhaltender, jedoch anspruchsvoll gestalteter Villenbau mit differenziertem Bauschmuck in späten Jugendstilformen, Innenausstattung von herausragender Qualität, Malereien im Vestibül und in der Eingangshalle, baugeschichtlich von Bedeutung | 09203698 |
|                                         | Villa mit Garten und Einfriedung                                                                 | Marschnerstraße 11a (Karte)       | Um 1925                             | Traditionalistischer Wohnbau mit markanten Gestaltungsmotiven, weitestgehend unverändert, baugeschichtlich von Bedeutung | 09203697 |
|                                         | Villa mit Garten und Einfriedung, heute Kirchgemeindehaus der Evangelisch-Reformierten Gemeinde  | Marschnerstraße 15 (Karte)        | 1922                                | Zurückhaltender, jedoch anspruchsvoll gestalteter Villenbau mit markanter klassizisierender Putzgliederung, baugeschichtlich und ortsgeschichtlich von Bedeutung | 09203695 |
| Weitere Bilder                          | Villa mit Garten und Einfriedung                                                                 | Parkstraße 29 (Karte)             | Um 1930                             | Beeindruckender, sehr gut erhaltener Villenbau, anspruchsvolle traditionalistische Gestaltung, expressionistische Schmuckmotive, ortsgeschichtlich und baugeschichtlich von Bedeutung | 09203690 |
|                                         | Villa mit Garten                                                                                 | Parkstraße 33 (Karte)             | 1909                                | Bemerkenswerter, aufwendig gestalteter Villenbau in neobarocken Stilformen, weitestgehend original, reicher Bauschmuck, ortshistorisch und baugeschichtlich von Bedeutung | 09203692 |
| Weitere Bilder                          | Villa mit Garten und Resten der Einfriedung (Remisengebäude: Marschnerstraße 10)                 | Parkstraße 35 (Karte)             | 1909                                | Markanter Villenbau in den Formen der Reformarchitektur um 1910, neobarocke Schmuckformen, reiche Massengruppierung durch rückwärtige Fassadentürme, prächtiger Park, ortsgeschichtlich und baugeschichtlich von Bedeutung | 09203693 |
| Weitere Bilder                          | Villa Esche mit Garten, Remise und Einfriedung                                                   | Parkstraße 58 (Karte)             | 1902/1903                           | Imposanter Villenbau in beherrschender städtebaulicher Situation, Gebäude im Jugendstil von überregionaler Bedeutung, bemerkenswerter Vertreter der frühen Moderne in Chemnitz, eines der wichtigsten Werke des Architekten Henry van de Velde, erbaut für den Kaufmann Herbert Eugen Esche, Mitinhaber der Strumpfwarenfabrik Moritz Samuel Esche, ortsgeschichtlich, künstlerisch und baugeschichtlich von Wert | 09203691 |
| Direkt Bild zu diesem Denkmal hochladen | Gründungsstein des Fritz-Heckert-Gebietes                                                        | Paul-Bertz-Straße 1 (bei) (Karte) | 1974                                | Bestehend aus Betonsockel und einer Deckplatte mit Schriftzug aus Hydronalium-Aluminium, im Inneren verlötete Zeitkapsel, Erinnerung an die bauliche Zäsur in der Wohnbaupolitik der ehemaligen DDR, sozialgeschichtlicher Wert sowie ortsgeschichtlich und künstlerisch von Bedeutung. Um den kritischen Zustand in der Wohnungswirtschaft des damaligen Karl-Marx-Stadt zu beseitigen, begann seit Mitte der 1960er Jahre im Wohnungsbau die Anwendung der Großplattenbauweise. Sollten am Helbersdorfer-Markersdorfer Hang zunächst 13.000 neue Wohnungen entstehen, stieg zu Beginn der 1970er Jahre in Folge der umfangreichen Industrieerweiterung und der wachsenden Zahl der Arbeitskräfte der Bedarf an geeignetem, modernen Wohnraum rasant. Mit dem 1971 auf dem VIII. Parteitag der SED beschlossenen Wohnungsbauprogramm sollte das Problem fehlender Wohnungen gelöst werden. Seit 1974 wurde in den Stadtteilen Helbersdorf, Markersdorf und Kappel das drittgrößte Plattenbau-Wohngebiet der DDR errichtet, das aus acht Baugebieten besteht. Mit einem Festakt und der Grundsteinlegung am 7. Oktober 1974 im Baugebiet I durch den 1. Sekretär der SED-Stadtleitung Rudolf Scharrer, begann der offizielle Bau des nach dem Chemnitzer KPD-Politikers Fritz Heckert benannten Wohngebietes. Der symbolische Grundstein besteht aus einem Sockel aus Waschbeton und einer in den Betonsockel eingegossenen Deckplatte aus Hydronalium-Aluminium. Im Inneren befindet sich eine verlötete Zeitkapsel. Der von den namenhaften Chemnitzer Künstlern Heinz Schumann und Volker Beier geschaffene Schriftzug lautet: „Grundstein Wohngebiet Fritz Heckert, Wohnstätte für 75 000 Bürger, gelegt anlässlich 25. Jahrestag der DDR.“ Der ursprüngliche Aufstellungsort im Baugebiet I musste wegen fortschreitender Bauarbeiten bald aufgegeben werden. Daher befand sich der Gründungsstein viele Jahrzehnte auf dem Parkplatz des Finanzamtes Chemnitz-Süd an der Paul-Bertz-Straße 1. Mit dem 50. Jubiläum des Fritz-Heckert-Gebietes wurde der Stein 2024 saniert, mit einer neuen Zeitkapsel ausgestattet und am 17. August 2024 feierlich am ursprünglichen Aufstellungsort am Wenzel-Verner-Platz eingeweiht. Viele bildkünstlerische Werke des Gebrauchsgrafikers Heinz Schumann und des Bildhauers Volker Beier haben ihre Aufstellung im Stadtgebiet Chemnitz gefunden. Bereits an dem 1971 hinter dem Karl-Marx-Monument montierten Schriftspiegel „Proletarier aller Länder – vereinigt euch!“ haben beide Persönlichkeiten künstlerisch zusammengewirkt und ein eindrucksvolles Zeugnis bildender Kunst im gestalteten Raum geschaffen. Der Gründungsstein erinnert an die bauliche Zäsur in der Wohnbaupolitik der ehemaligen DDR. Er steht symbolisch für einen wichtigen Abschnitt der Stadtgeschichte und besitzt durch die enge Verknüpfung zwischen Wohnungsbau und der Bedeutung der Stadt als Industriestandort einen sozialgeschichtlichen Wert. Charakteristisch für die Zeit ist die typografische Gestaltung der Schrifttafel. Im Zusammenhang mit der Beauftragung der beiden zeitgenössisch wichtigen Chemnitzer Persönlichkeiten ist ihm auch eine künstlerische Bedeutung zuzuschreiben. | 09307467 |
|                                         | Villa Lässig mit Garten                                                                          | Richard-Wagner-Straße 59 (Karte)  | 1928–1929                           | In Chemnitz seltenes Beispiel eines Wohnhauses im Stil der Neuen Sachlichkeit, charakterisiert durch kubische Bauform und strengen Fassadenaufbau, Architekt: Erich Basarke, baugeschichtlich von Bedeutung | 09203688 |
|                                         | Wohnhaus in offener Bebauung, mit Garten und Einfriedung                                         | Richard-Wagner-Straße 69 (Karte)  | Um 1930                             | Gut erhaltenes Holzfertighaus mit Vollverbretterung, anspruchsvolle sachliche Gestaltung, baugeschichtlich von Bedeutung | 09203689 |
|                                         | Mietvilla mit Vorgarten                                                                          | Scheffelstraße 96 (Karte)         | Um 1905                             | Qualitätvoller Wohnbau mit markanter Dachlandschaft, interessante originale Schieferverkleidung, baugeschichtlich von Bedeutung | 09203701 |
|                                         | Villa mit Garten und Einfriedung                                                                 | Schumannstraße 10 (Karte)         | 1910                                | Qualitätvoller Villenbau mit markanter Putzgliederung, im Reform- und Heimatstil der Zeit um 1910, weitestgehend unverändert, baugeschichtlich von Bedeutung | 09203696 |

## Ehemalige Denkmäler
| Bild           | Bezeichnung                      | Lage                            | Datierung | Beschreibung | ID       |
| -------------- | -------------------------------- | ------------------------------- | --------- | --- | -------- |
| Weitere Bilder | Wohnhaus                         | Dittersdorfer Straße 64 (Karte) |           | Ruinös, möglicherweise aber auch bereits vor 2001 abgerissen. Es ist unsicher, ob das im Bild dokumentierte Gebäude wirklich das ehemals denkmalgeschützte Wohnhaus darstellt. Streichung aus der Denkmalliste vor 2010. |          |
|                | Wohnhaus, Garten und Einfriedung | Johannes-Reitz-Straße 1 (Karte) | 1924      | Es ist unklar, ob das unter dieser Adresse befindliche Gebäude ein Neubau ist oder das frühere Denkmal saniert wurde. Streichung aus der Denkmalliste vor 2010. |          |
|                | Wohnhaus                         | Johannes-Reitz-Straße 2 (Karte) | 1949–1951 | Ehemals zwei Wohnhäuser einer kleinen Wohnanlage; beide Mehrfamilienwohnhäuser (Belegschaftswohnhäuser der SAW Gießerei Chemnitz, Zwickauer Straße 119-125) gehören zu den ersten nach dem Zweiten Weltkrieg gebauten Arbeiterwohnstätten der Stadt Chemnitz, den traditionellen Putzbauten kommt eine stadtgeschichtliche und baugeschichtliche Bedeutung zu. 2014 abgerissen. | 09302670 |

## Tabellenlegende
- Bild: Bild des Kulturdenkmals, ggf. zusätzlich mit einem Link zu weiteren Fotos des Kulturdenkmals im Medienarchiv Wikimedia Commons. Wenn man auf das Kamerasymbol klickt, können Fotos zu Kulturdenkmalen aus dieser Liste hochgeladen werden:
- Bezeichnung: Denkmalgeschützte Objekte und ggf. Bauwerksname des Kulturdenkmals
- Lage: Straßenname und Hausnummer oder Flurstücknummer des Kulturdenkmals. Die Grundsortierung der Liste erfolgt nach dieser Adresse. Der Link (Karte) führt zu verschiedenen Kartendiensten mit der Position des Kulturdenkmals. Fehlt dieser Link, wurden die Koordinaten noch nicht eingetragen. Sind diese bekannt, können sie über ein Tool mit einer Kartenansicht einfach nachgetragen werden. In dieser Kartenansicht sind Kulturdenkmale ohne Koordinaten mit einem roten bzw. orangen Marker dargestellt und können durch Verschieben auf die richtige Position in der Karte mit Koordinaten versehen werden. Kulturdenkmale ohne Bild sind an einem blauen bzw. roten Marker erkennbar.
- Datierung: Baubeginn, Fertigstellung, Datum der Erstnennung oder grobe zeitliche Einordnung entsprechend des Eintrags in der sächsischen Denkmaldatenbank
- Beschreibung: Kurzcharakteristik des Kulturdenkmals entsprechend des Eintrags in der sächsischen Denkmaldatenbank, ggf. ergänzt durch die dort nur selten veröffentlichten Erfassungstexte oder zusätzliche Informationen
- ID: Vom Landesamt für Denkmalpflege Sachsen vergebene, das Kulturdenkmal eindeutig identifizierende Objekt-Nummer. Der Link führt zum PDF-Denkmaldokument des Landesamtes für Denkmalpflege Sachsen. Bei ehemaligen Kulturdenkmalen können die Objektnummern unbekannt sein und deshalb fehlen bzw. die Links von aus der Datenbank entfernten Objektnummern ins Leere führen. Ein ggf. vorhandenes Icon  führt zu den Angaben des Kulturdenkmals bei Wikidata.

## Ausführliche Denkmaltexte
1. ↑  Wohnanlage Johannes-Reitz-Straße:

Dem Bau der Mehrfamilienwohnhäuser Johannes-Reitz-Straße 2 und 4 liegt ein Entwurf der Landessiedlungsgesellschaft Sachsen aus dem Jahr 1949 zugrunde. Im Auftrag des VEB SAW Gießerei Chemnitz (Zwickauer Straße 119-125) wurden beide Gebäude 1951 als „Aktivistenwohnhäuser“ für verdienstvolle Arbeiter der Gießerei errichtet. Die neuen Häuser wurden giebelständig und leicht versetzt zueinander an der Johannes-Reitz-Straße in eine bereits bestehende kleine Wohnanlage eingefügt.

Der Materialknappheit ihrer Entstehungszeit entsprechend, entstanden sehr schlichte Wohnhäuser mit  einfachem Wohnkomfort. Allerdings handelt es sich hierbei keineswegs um Notwohnungen, wie sie in der unmittelbaren Nachkriegszeit vielfach entstanden. Anknüpfend an traditionelle Bauformen und die Siedlungsarchitektur der Vorkriegszeit baute man zweigeschossige Putzbauten mit Natursteinsockel, mittiger Erschließung und Satteldächern mit Pappdeckung. Wie in Chemnitz üblich, bestand der Natursteinsockel ebenso wie die Haustüreinfassung aus Hilbersdorfer Porphyrtuff.

Wie bereits erwähnt, erfolgte die Erschließung der Häuser über ein mittig angeordnetes Treppenhaus. Pro Etage wurden drei kleine Wohnungen angeordnet, die in ihrer Größe und ihrer Ausstattung dem Standard der Nachkriegszeit des Ersten Weltkrieges entsprachen. Sie verfügten jeweils über eine kleine Wohnküche, einen größeren Schlafraum, eine Schlafkammer und ein Innen-WC. Mit dieser Raumstruktur entsprachen sie Chemnitzer Traditionen. So sollten bereits in der Zeit nach dem Ersten Weltkrieg die Raumgrößen bestimmten Standards entsprechen, dabei wurden insbesondere die Schlafräume großzügig bemessen. Der bis dahin üblichen Nutzung der Küche auch als Wohnraum entsprach man, indem man an der Wohnküche im Gegensatz zur in den 1920er Jahren vehement propagierten Kochküche festhielt. Beide Häuser sind unterkellert. Die Kellerdecken bildete man  fast altertümlich mit auf Doppel-T-Trägern ruhenden Kappengewölben aus.

Nach gegenwärtigem Erkenntnisstand (Auswertung der Denkmaldatenbank, partielle Auswertung der Bauakten und der diesbezüglichen Literatur) kann mit ziemlicher Sicherheit davon ausgegangen werden, dass die genannten Gebäude zu den ersten Beispielen des  Wiederaufbaus in der Stadt Chemnitz gehören. Für die Bevölkerung war mit Sicherheit der beginnende Neubau von Wohnungen in den Nachkriegsjahren von außerordentlich großer emotionaler Bedeutung. Insofern kommt den ersten Neubauten nach Beendigung des Zweiten Weltkrieges eine große stadtgeschichtliche Bedeutung zu.

Die beiden Mehrfamilienwohnhäuser in der Johannes-Reitz-Straße 2 und 4 waren als Werkswohnungen der VEB SAW Gießerei konzipiert und sollten verdienstvollen Arbeitern zur Verfügung stehen. Damit knüpfte man an die lange Tradition der Werkssiedlungen an. Besonders in der Nachkriegszeit nach dem Zweiten Weltkrieg mussten günstige Bedingungen für den Wiederaufbau der zerstörten Produktionsbetriebe und die Wiederaufnahme der Produktion geschaffen werden. Ebenso wie es im 19. Jahrhundert notwendig war, Wohnraum für die in den Betrieben dringend benötigten Arbeiter aus dem Umland zu schaffen, standen die Chemnitzer Betriebe der Nachkriegszeit vor der gleichen Aufgabe. Beide Wohnblöcke sind die ersten neu erbauten Werkswohnhäuser der Nachkriegszeit, woraus sich eindeutig ihre besondere geschichtliche und stadtgeschichtliche Bedeutung ableitet. Auf einen Aspekt muss noch ausdrücklich hingewiesen werden. Es handelte sich bei diesen Gebäuden eindeutig um Wohnhäuser, deren Wohnungen an verdienstvolle Arbeiter und Aktivisten vergeben werden sollten. Damit werden sie auch zu gebauten Zeugen der Aktivistenbewegung, wenngleich man dies nur aus den Bauakten entnehmen kann. So sollten für den Wiederaufbau der Industrie und auch für den geplanten Aufbau einer neuen Gesellschaft günstige Bedingungen geschaffen werden, wozu auch materielle Anreize gehörten.

Das unterscheidet sich im Übrigen durchaus nur graduell von den für die Stammbelegschaften erbauten Werkssiedlungen. Auch hier werden besonders gute Beschäftigte – die Stammbelegschaft – mit Wohnungen an die Unternehmen gebunden. Damit stehen diese Aktivistenhäuser der VEB SAW Gießerei in einer langen geschichtlichen Tradition. Bemerkenswert ist auch, dass die Gießerei als Betrieb der besonders zu fördernden Schwerindustrie in der DDR als erster Betrieb der Stadt Chemnitz in der unmittelbaren Nachkriegszeit Werkswohnungen bauen ließ. Beide Aspekte begründen in besonderer Weise die geschichtliche Bedeutung beider Mehrfamilienwohnhäuser.

Die Materialknappheit prägte das Erscheinungsbild der Häuser maßgeblich. Die Fassadenausbildung war auf das Notwendigste beschränkt. Gestalterisch werden Bautraditionen des Heimatschutzstils und der Siedlungsarchitektur der 1920er und 1930er Jahre aufgegriffen. Ein Bemühen um einen eigenen neuen Baustil oder das Anknüpfen an Bauhaustraditionen ist diesen Bauten nicht eigen. Für diese Bauten galt, was in einem Beitrag in der Zeitschrift Aufbau aus dem Jahr 1946 formuliert wurde: „Für die nächsten Jahrzehnte ist nicht das Ringen um einen Stil, sondern um den Inhalt der neuen Baukunst von wesentlicher Bedeutung. … die Unterordnung künstlerischer, stilistischer Fragen unter die ‚Sozialaufgaben‘ des Bauens vor allem in den Bereichen Arbeit und Wohnen  (sei) dringlich“ (Schätzke, Andreas: Zwischen Bauhaus und Stalinallee. Architekturdiskussion im östlichen Deutschland 1945–1955, Braunschweig, Wiesbaden 1991, S. 26.).

Als besonders typische Beispiele der Wiederaufbauzeit erlangen die Gebäude demzufolge auch eine baugeschichtliche Bedeutung.